# مصفقة
المُصَفِّقة أو المُخَشْخِشة هي آلة من الآلات الموسيقية القديمة انتشرت في مصر القديمة. كانت تنحت من قطعة واحدة من عظم فرس النهر على شكل ذراع بكفين وتشطر إلى نصفين. وبها ثقوب موجودة عند الطرف العلوى يدل على أنها كانت تربط معاً وتمسك في يد واحدة. وجد زوج من المصفقة نُحت عليها أسماء الملكة تي والأميرة ميريت آتون التي كانت أختاً لزوجة توت عنخ آمون بمقبرته وهم يمتازون بأن حالتهم جيدة.